# Ména
Ména è un comune rurale del Mali facente parte del circondario di Kolondiéba, nella regione di Sikasso.
Il comune è composto da 13 nuclei abitati:
- Bougoula
- Boussala
- Dengouala
- Dialakoro-Siondougou
- Djissan
- Farako-Baya
- Kaara
- Korokoro
- M'Piébougoula
- Makana
- Ména
- Ouorognan
- Sellé